# Нантейльская жеста
Нанте́йльская же́ста (фр. Geste de Nanteuil) — микроцикл chansons de geste, сгруппированный вокруг четырёх поколений феодального рода де Нантейль.
В поэме «Гофрей» (и только в ней) основатель рода Доон де Нантейль назван вторым сыном Доона де Майанса, при этом в поэме «Доон де Майанс» сын с таким именем не упоминается, как не упоминается ни в одной из поэм нантейльского цикла сам Доон де Майанс. Очевидно, включение в жесту Доона де Майанса является продуктом достаточно поздней циклизации.
Центром жесты являются первые поэмы — «Айя Авиньонская» и «Ги де Нантейль». Более поздние искусственно подключены к микроциклу в процессе романизации эпических сюжетов.

## Состав
- «Доон де Нантейль» — поэма рубежа XII и XIII веков, приписываемая Гуону де Вильнёву. Сама поэма не сохранилась, от текста осталось несколько разрозненных фрагментов (около 220 строк), включённых эрудитом XVI века Клодом Фоше в сборник цитат из эпических поэм. Поэма рассказывала о войне между Карлом Великим и Дооном, но ни причины, ни исход войны не ясны. Каким-то образом дело кончается миром.
- «Айя Авиньонская» — поэма конца XII — начала XIII века, повествует о судьбе сына Доона, Гарнье, который борется с феодальным кланом Беранжье и погибает в этой войне, оставив малолетнего сына Ги.
- «Ги де Нантейль» — поэма конца XII — начала XIII века, герой которой ссорится всё с тем же кланом из-за прекрасной Эглантины и в конце концов добивается её.
- «Тристан де Нантейль» — поэма XIV века, о сыне Ги и Эглантины. Полна необыкновенных приключений и феерических мотивов.
- Особняком стоит поэма второй половины XIII века «Герцогиня Париза». Героиня её названа дочерью Гарнье и Айи, но в других поэмах цикла не упоминается, а в самой поэме не упомянут её брат Ги. К тому же здесь действуют бароны-предатели, уже убитые в «Айе Авиньонской». По-видимому, написана либо раньше предшествующих ей поэм, либо без учёта их содержания.